# Camptomyia canadensis
Camptomyia canadensis är en tvåvingeart som först beskrevs av Ephraim Porter Felt 1908.  Camptomyia canadensis ingår i släktet Camptomyia och familjen gallmyggor.
Artens utbredningsområde är New York. Inga underarter finns listade i Catalogue of Life.